# Kolumna morowa w Rożniawie

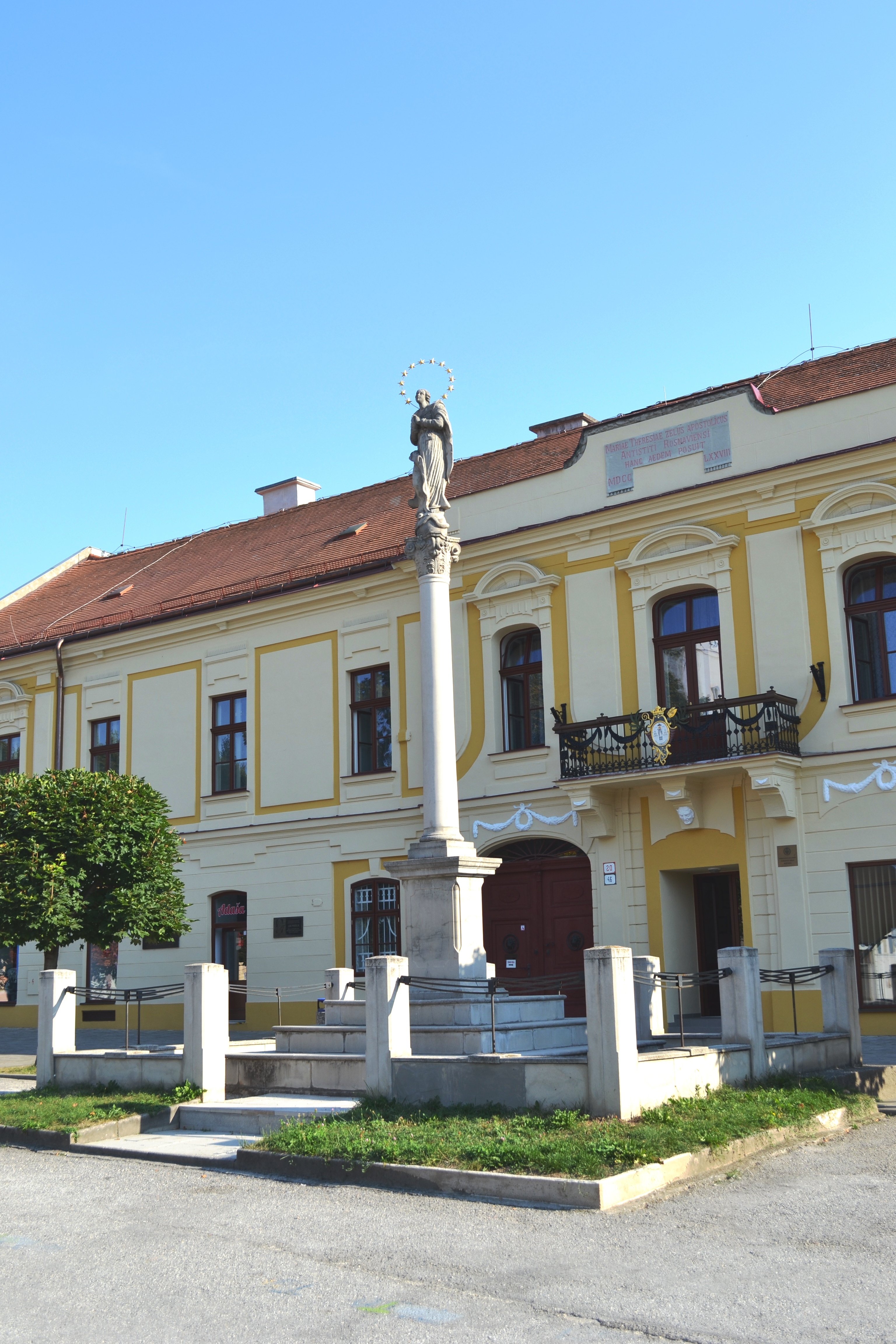
Kolumna morowa w Rożniawie

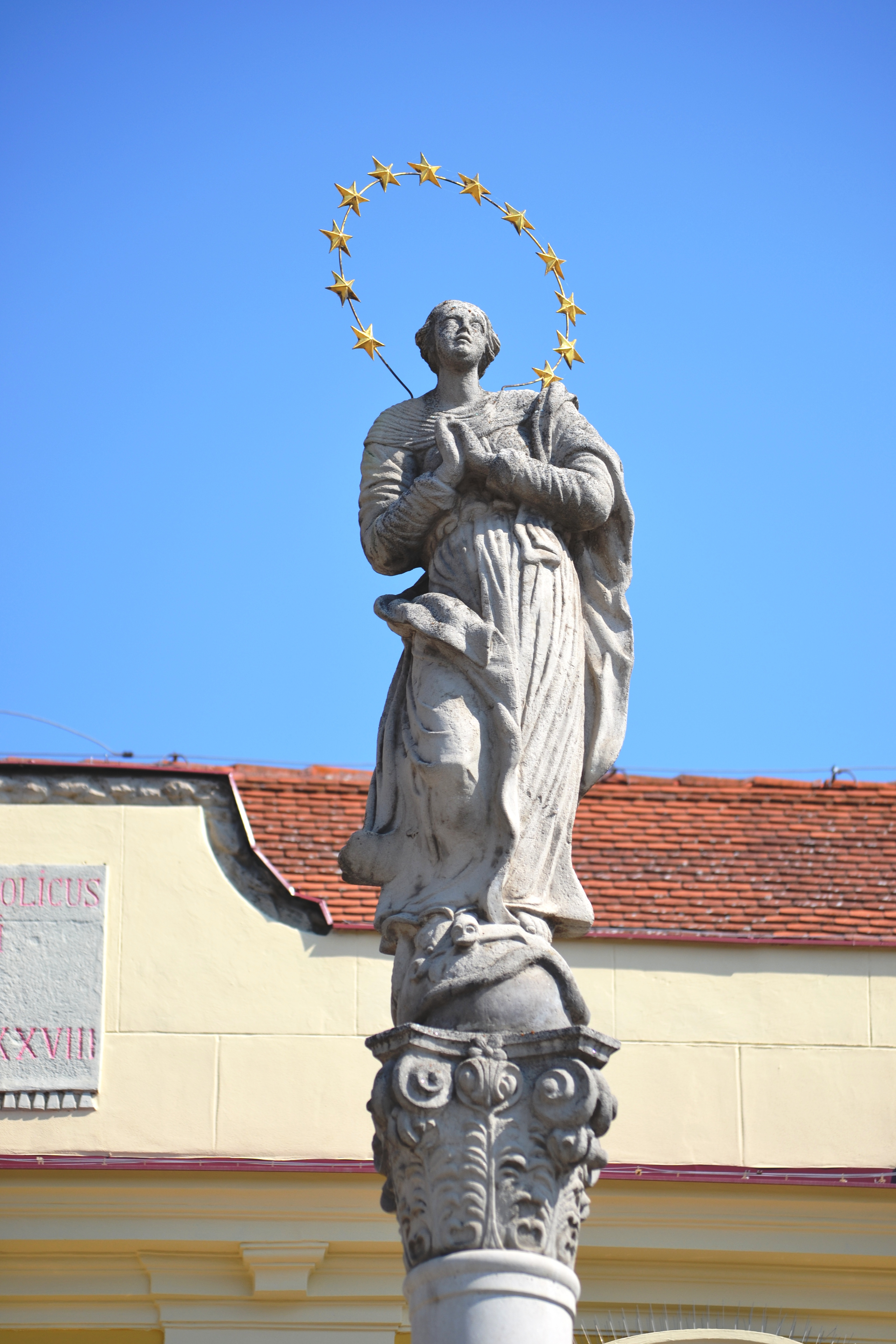
Figura Marii Panny wieńcząca kolumnę

Kolumna morowa w Rożniawie – barokowa kolumna z figurą Marii Panny, znajdująca się na rynku (obecnie Námestie baníkov) w Rożniawie w południowo-wschodniej Słowacji.
Usytuowana została w 1711 r. w północno-wschodniej części placu rynkowego, naprzeciw istniejącego wówczas w północnej pierzei rynku kościoła jezuitów (obecnie pałac biskupi). Wzniesiono ją na pamiątkę zarazy morowej, która rok wcześniej, w ciągu 2 miesięcy, przyniosła w mieście 2035 i najbliższej okolicy ofiar śmiertelnych.
Figura Marii Panny naturalnej wielkości ustawiona jest na kuli symbolizującej Ziemię. Kulę oplata wąż – symbol zarazy –któremu Maria Panna przydeptuje głowę stopą. Pierwotnie towarzyszyły figurze rzeźby dwóch aniołów. Około roku 1730 po obu stronach kolumny ustawiono na niskich (1,2 m), czworobocznych postumentach późnobarokowe rzeźby przedstawiające świętych Floriana i Jana Nepomucena (patrona diecezji rożniawskiej). Całość otoczono niskim ogrodzeniem z kutego żelaza.
W latach 50. XX w. rzeźby towarzyszące kolumnie przeniesiono na dziedziniec pałacu biskupiego, gdzie do dziś zachowała się tylko figura Jana Nepomucena. Postacie aniołów zaginęły, a rzeźba przedstawiająca św. Floriana uległa całkowitemu zniszczeniu podczas wyrębu drzew na dziedzińcu. Mocno zwietrzała kolumna z uszkodzoną zębem czasu figurą Marii Panny została w 1998 r. zdemontowana. Rzeźba wraz z koryncką głowicą kolumny, wykonane z szarego piaskowca, były w latach 1998-1999 restaurowane (J. Kužidlo), a następnie zdeponowane w galerii miejskiej. Na rynku stanęła wierna kopia kolumny, wykonana ze sztucznego kamienia.